# Figlie dei Sacri Cuori di Gesù e di Maria (Bogotà)
Le Figlie dei Sacri Cuori di Gesù e di Maria (in spagnolo Hijas de los Sagrados Corazones de Jesús y María) sono un istituto religioso femminile di diritto pontificio: le suore di questa congregazione pospongono al loro nome la sigla HH.SS.CC.

## Storia
La congregazione venne fondata dal sacerdote italiano Luigi Variara (1875-1923), missionario salesiano in Colombia: svolgendo il suo apostolato nel lebbrosario di Agua de Dios, si rese conto che tra le ammalate erano numerose le vocazioni alla vita religiosa.
Dietro suggerimento del suo superiore, Michele Rua, e con l'approvazione dell'arcivescovo di Bogotà, Bernardo Herrera Restrepo, il 7 maggio 1905 Variara diede formalmente inizio al nuovo istituto, formato solo da malate di lebbra e da figlie di lebbrosi (solo nel 1962 vennero ammesse le prime postulanti sane) e dedito all'assistenza sanitaria ai malati Agua de Dios e alla direzione dell'asilo infantile del lebbrosario.
La congregazione, detta delle Figlie dei Sacri Cuori, venne canonicamente eretta dall'arcivescovo Ismael Perdomo Borrero, successore di Herrera Restrepo, il 2 ottobre 1930: ricevette il pontificio decreto di lode nel 1952 e venne approvato definitivamente dalla Santa Sede il 6 aprile 1964.
Nel 2002 papa Giovanni Paolo II ne ha beatificato il fondatore.

## Attività e diffusione
L'apostolato specifico delle Figlie dei Sacri Cuori è l'assistenza ai lebbrosi: si dedicano anche ad attività educative e all'assistenza agli ammalati.
Sono presenti nelle Americhe (Bolivia, Brasile, Colombia, Repubblica Dominicana, Ecuador, Messico, Perù, Venezuela), in Europa (Italia, Spagna) e in Africa (Camerun, Guinea Equatoriale): la sede generalizia è a Bogotà.
Al 31 dicembre 2005 l'istituto contava 382 religiose in 71 case.